# Reprezentacja Łotwy na Mistrzostwach Świata w Narciarstwie Klasycznym 2007
Reprezentacja Łotwy na Mistrzostwach Świata w Narciarstwie Klasycznym 2007 liczyła 3 sportowców. Najlepszym wynikiem było 56. miejsce Intarsja Spalvinsa w biegu mężczyzn na 15 km.

## Medale

### Złote medale
Brak

### Srebrne medale
Brak

### Brązowe medale
Brak

## Wyniki

### Biegi narciarskie mężczyzn
Bieg na 15 km
- Intars Spalvins - 56. miejsce
- Aigars Kalnups - 88. miejsce
- Janis Sukaruks - 93. miejsce

Bieg na 30 km
- Intars Spalvins - nie ukończył
- Aigars Kalnups - nie ukończył
- Janis Sukaruks - nie ukończył